# 降谷零
降谷零（日语：／ Furuya Rei */?），也被稱為安室透（日语：／ Amuro Tōru */?）、波本（Bābon），是日本漫畫家青山剛昌所創作作品《名偵探柯南》中的角色。
他是警察廳警備局警備企畫課（通稱零）所屬的公安警察，其警銜為警部（青山回覆明信片）。是被派入黑暗組織內的間諜，獲得波本的代號；後以安室透身份自稱私家偵探，並在白羅咖啡廳擔任服務生。

## 創造與構思
降谷零和安室透命名來自於《機動戰士GUNDAM》角色阿姆羅·雷及其聲優古谷徹，安室及零來自於前者（音同阿姆羅·雷），降谷及透來自於後者（音同古谷徹）。組織代號命名來自美國同名的威士忌酒。。
在2010年對池田秀一的一次採訪中，《名偵探柯南》作者青山剛昌說道，如果黑暗組織的一個角色以阿姆羅·雷（Amuro Ray）的名字命名，那將很有趣，因為赤井秀一該角是以（Char Aznable）的名字命名。
零擁有一輛白色RX-7，與佐藤美和子一樣。在外傳《零的日常》中還養了一隻跟阿姆羅製作的小型機器人哈囉同名的小狗，并可看见零有裸睡的习惯，另外零居住的公寓叫「MAISON MOKUBA」，翻譯過來就是木馬公寓，致敬GUNDAM中白色基地的別名「木馬」。

## 形象
零的外貌帥氣、頭腦聰穎，他的配色為金髮、紫灰(藍)瞳、小麥肌膚。性格陽光、善良、頑皮，很受歡迎，另一面則是個自傲、城府很深又冷靜的人。會利用組織力量來達到目的，與苦艾酒被琴酒稱為「秘密主義者」。曾經被小五郎稱為「小白臉」。
有著一流的情報收集能力、觀察力以及洞察力。擁有高超的開車技術，其愛車是白色馬自達RX-7。也擅長烹飪（從景光那學得），尤其是三明治。此外，還擅長演技、搏擊、網球、開鎖、音樂、外語（俄語）、拆彈（從松田那學得）、駕駛直昇機等。
愛國主義者，曾言「離開我的日本」、「戀人是這個國家」。

## 劇中表現

### 在《名偵探柯南》中
初登場於《婚禮前夜》，以安室透為名，自稱私家偵探，後來案件過後拜毛利小五郎為師，並於偵探事務所一樓的「白羅咖啡廳」擔任服務生，目的是要厘清在水無伶奈事件中，毛利小五郎和雪莉是否有所關係。
在《神祕列車事件》中，揭曉他是黑暗組織高級幹部·代號波本（Bourbon），是為了尋找雪莉派出的，曾試圖將雪莉強行帶回組織，但因柯南的設計下讓怪盗基德偽裝雪莉，誤以為雪莉已被炸死，也因為該次事件，他開始重新調查赤井秀一死亡的案件。並開始對柯南的身份及「沉睡的小五郎」的由來產生了濃厚的興趣。
？與赤井秀一是競爭對手，對他非常反感。是因為過去好友諸伏景光的死亡，對赤井懷恨在心甚至會動用組織的力量來對付赤井。由於不相信赤井已經死亡，曾請苦艾酒將自己偽裝成燒傷的赤井來試探FBI，並與苦艾酒約定「在任何情況下，絕不去傷害柯南和小蘭」。
在《緋色篇》中，推斷赤井未死且認定他就是現居於新一家中的沖矢昴，並親自到新一家揭露他的身分，但被事先預料此事的柯南和工藤優作蒙騙過去。之後赤井本人在電話那頭告誡他「不要搞錯自己真正的敵人」後和苦艾酒在車上提及知道苦艾酒的秘密，並稱其秘密會讓組織的人大吃一驚。雖然與FBI的目的相同，但安室似乎覺得殺死赤井秀一可以獲得組織更多信任。
在青山筆下曾經有說過，降谷零對柯南很有興趣。在《零的執行人》中也提到過，柯南在降谷心中有種一定神秘的地位，但目前仍無法知道降谷究竟知不知曉柯南的真實身分。
後來真正揭曉他的本名是降谷零，是警察廳警備局警備企畫課所屬的公安警察，是被派入組織內的間諜。和諸伏景光是同事及小時候就認識的朋友，此外在警校時期，和松田陣平、萩原研二、伊達航等人是好友兼同期畢業生，是該屆綜合成績的第一名。小時候與宮野明美認識，曾為了去給宮野艾蓮娜治療而故意打架受傷，同因調查她的 "失蹤"而加入成為警察。

### 在《零的日常》中
在外傳漫畫《名偵探柯南 零的日常》裡為主角，描述有著有著三張面孔的男人：警察·降谷零／偵探·安室透／黑衣組織·波本，他不為人知的日常故事。

## 聲優
| 國家／地區 | 配音員     | 備註 |
| ---------- | ---------- | --- |
| 日本       | 古谷徹     | （第667～1110話、劇場版第20～26作） 降谷零／安室透的日語聲優是由古谷徹擔任，同時是其名字原型阿姆羅·雷及其本人聲優古谷徹；2024年6月，因不倫醜聞，古谷徹主動提出不再擔任降谷零／安室透的配音員。2025年1月起由草尾毅接任。 （童年時期：第771話） 童年時期的聲優最初由古谷徹（電視版ep.771）兼任，後來由伊瀨茉莉也（電視版ep.953-954）擔任。 |
| 日本       | 草尾毅     | （第1150話～至今、劇場版第28作～至今） |
| 日本       | 伊瀨茉莉也 | （童年時期：第953話） |
| 台灣       | 劉傑       | |
| 台灣       | 楊凱凱     | （童年時期：電視版ep.771、953-954）。 |
| 中國大陸   | 藤新       | （電視版ep.898起，含電影M20起） |
| 中國大陸   | 葉知秋     | （童年時期：電視版ep.953-954）。 |

## 評價與影響
其聲優古谷徹評論安室透為柯南的伙伴、正義感強、有點性感的帥哥。

## 外部連結
- 安室 透｜キャラクター｜名探偵コナン｜読売テレビ（日語）
- 降谷 零｜キャラクター｜名探偵コナン｜読売テレビ（日語）
- バーボン｜キャラクター｜名探偵コナン｜読売テレビ（日語）